# Stephen Johnson Field

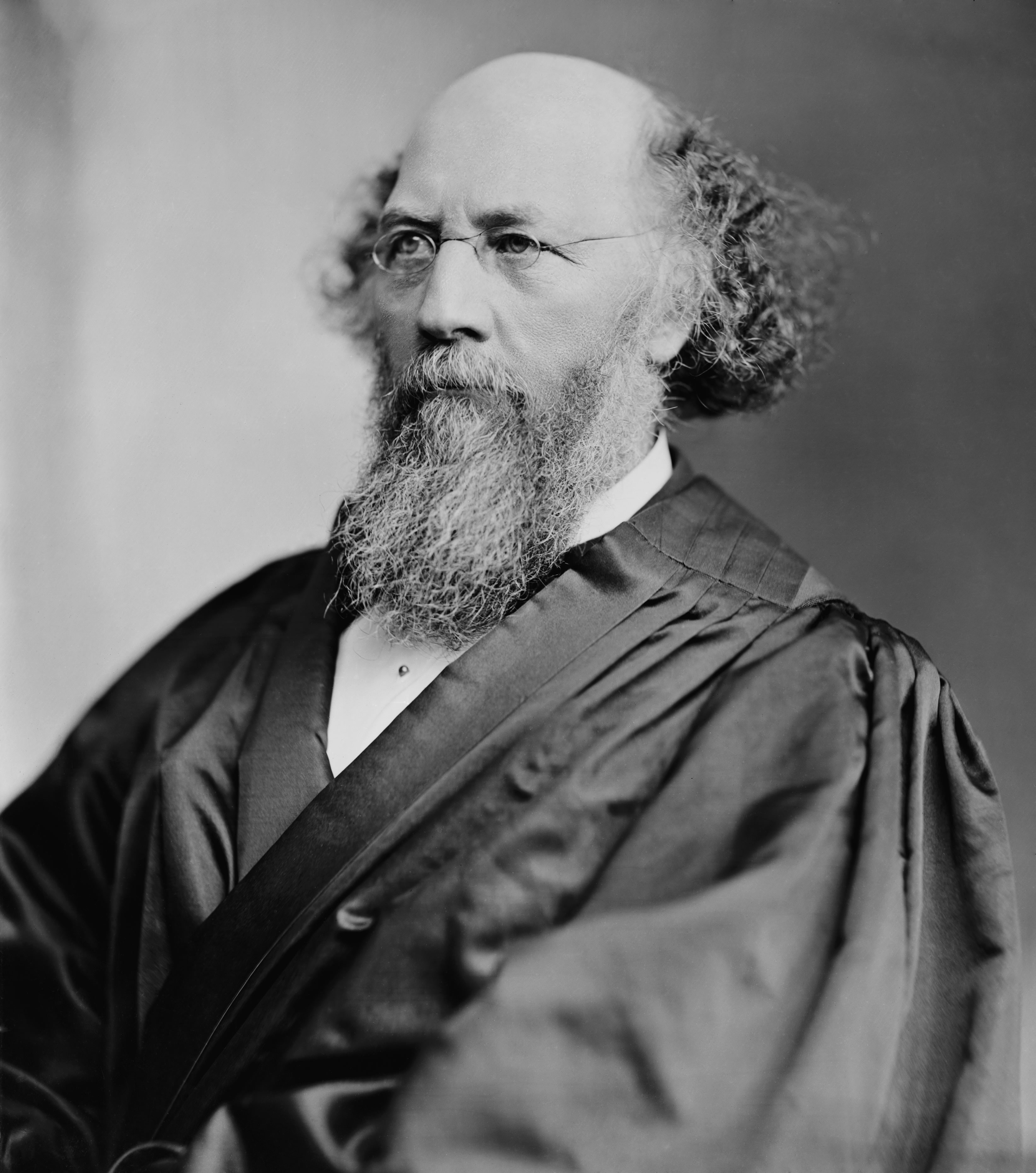
Stephen Johnson Field

Stephen Johnson Field (* 4. November 1816 in Haddam, Middlesex County, Connecticut; † 9. April 1899 in Washington, D.C.) war ein US-amerikanischer Jurist und Richter am Obersten Gerichtshof der Vereinigten Staaten.

## Leben
Stephen Johnson Field war Bruder von David Dudley Field. Mit 13 Jahren begleitete er seine Schwester und deren Ehemann nach Smyrna, um orientalische Sprachen zu erlernen, und hielt sich dort drei Jahre auf. Nach der Rückkehr nach Amerika besuchte Field das Williams College in Williamstown und schloss dort 1837 als Klassenbester ab. Er studierte dann in der Kanzlei seines Bruders Jura und wurde 1841 als Rechtsanwalt in New York zugelassen. Anschließend praktizierte lange mit David Dudley Field als Rechtsanwalt in New York. 1849 wanderte er nach Kalifornien in der Folge des Goldrausches ab und ließ sich dort in Marysville nieder.
1850 wurde er zunächst zum Alcalde (Bürgermeister) von Marysville und dann im selben Jahr als Vertreter des Yuba County in das erste Parlament Kaliforniens gewählt. Er brachte dort zahlreiche, vor allem von den Gesetzen seines Bruders für New York inspirierte, Gesetze zum Aufbau der Justiz, zum Straf- und Zivilprozessrecht ein. Seine Gesetzentwürfe zum Bergbaurecht wurden Vorbild für entsprechende Gesetze der westlichen US-Bundesstaaten. 1857 wurde er für die Demokraten als Richter an den Obersten Gerichtshof des Staates Kalifornien gewählt. Er wurde hierbei Nachfolger von David S. Terry, der in einem Duell den US-Senator David C. Broderick getötet hatte und daher zurücktreten musste. 1859 wurde Field Vorsitzender Richter an dem Gericht und behielt diese Position, bis er an den Obersten Gerichtshof der USA berufen wurde. Durch den republikanischen Präsidenten Abraham Lincoln wurde Field 1863 zum Richter am Obersten Gerichtshof der Vereinigten Staaten ernannt. 1873 war er Mitglied einer Kommission, die das kalifornische Recht (California Code) überarbeitete und 1877 war er Mitglied der zur Entscheidung der Präsidentschaftswahl 1876 eingesetzten Wahlkommission. Nach zweijährigem Drängen seiner Kollegen wegen seiner zunehmenden Senilität trat er am 9. April 1897 von seinem Amt zurück, weil er dann der damals längst amtierende Richter am Obersten Gerichtshof war.
Aufsehen erregte ein versuchtes Attentat durch den ehemaligen Richter David S. Terry, der Field im August 1889 nach einem verlorenen Prozess an einer Bahnstation angriff. Terry wurde hierbei von dem Leibwächter Fields erschossen.
Field war Parteigänger der Demokraten, der stark an den Rechte der Bundesstaaten hing. Auf der anderen Seite glaubte er auch an eine starke Union und hatte Sympathien zum Abolitionismus, weshalb er während des Sezessionskrieges mit der von Lincoln vertretenen republikanischen Auffassung leben konnte. Am Obersten Gerichtshof fiel er als eher konservativer Richter auf, der sich gegen die Beeinflussung der Wirtschaft durch die Regierung wandte und maßgeblich am Ausbau der Rechtsprechung zum 14. Zusatzartikel zur Verfassung der Vereinigten Staaten beteiligt war. Er war ein Befürworter der rassistischen Gesetze gegen Chinesen, stimmte mit der Minderheit in Strauder v. West Virginia gegen die Zulassung von schwarzen Geschworenen trotz des 14. Zusatzartikels, und war in der Mehrheit in Plessy v. Ferguson das das Prinzip Separate but equal, also „Getrennt aber gleich“, als Basis der Rassentrennung in den Südstaaten etablierte. Die Entscheidung Plessy v. Ferguson wurde 1954 durch das Urteil im Fall Brown v. Board of Education, das aber nur das öffentliche Schulwesen betraf, und später andere Urteile effektiv, aber formell nie aufgehoben. In der US-amerikanischen Geschichtsschreibung wird Plessy allgemein als das schlechteste Urteil des Obersten Gerichtshofs angesehen.